# Ibn Yunus
Abu al-Hasan ‘Ali ibn ‘Abd al-Rahman ibn Ahmad ibn Yunus al-Sadafi al-Misri (en árabe: ابن يونس‎) (c. 950-1009) fue un importante matemático y astrónomo egipcio, cuyas obras destacaron por estar adelantadas a su tiempo, habiendo sido hechas sobre la base de cálculos meticulosos y atención al detalle.
El cráter Ibn Yunus de la Luna lleva su nombre.

## Biografía
La información sobre su primeros años y su educación es incierta. Nació en Egipto entre 950 y 952 y provenía de una familia respetada en la antigua ciudad de Fustat. Su padre era un historiador, biógrafo y estudioso del hadith, que había escrito dos volúmenes sobre la historia de Egipto: uno, sobre los propios egipcios y otro, basado en los comentarios que hacían los viajeros sobre Egipto. Escritor prolífico, su padre ha sido descrito como «el historiador temprano más célebre de Egipto y el primera compilador conocido de un diccionario biográfico dedicado exclusivamente a los egipcios». Su bisabuelo había sido un asociado del señalado jurista Imam Shafi.
Siendo aún joven Ibn Yunus, la dinastía fatimí llegó al poder y fundó la nueva ciudad de El Cairo. En El Cairo, Ibn Yunus trabajó como astrónomo de la dinastía fatimí durante veintiséis años, primero para el califa al-Aziz y luego para al-Hákim. Ibn Yunus dedicó su obra astronómica más famosa, al-Zij al-Kabir al-Hakimi, al último de ellos.

## Obras

### Astrología
En astrología, es conocido por hacer predicciones y haber escrito el Kitab bulugh al-umniyya ("Sobre el logro del deseo"), una obra en relación con las salidas helíacas de Sirio, y sobre las predicciones relativas a qué día de la semana se iniciará el del año copto.

### Astronomía
La obra más famosa de Ibn Yunus sobre astronomía islámica, Al-ziŷ al-kabir al-hakimi (c. 1000), fue un manual de tablas astronómicas que contenía observaciones muy precisas, muchas de ellas obtenidas seguramente con grandes instrumentos astronómicos. Según N. M. Swerdlow, es «una obra de originalidad sobresaliente de la que sobrevive algo más de la mitad».
Yunus expresó las soluciones en su ziŷ sin símbolos matemáticos, pero Delambre señaló en su traducción de 1819 de las Tablas hakimíes que dos de los métodos de Ibn Yunus para determinar el tiempo de la altitud solar o estelar eran equivalentes a la identidad trigonométrica:

{\displaystyle 2cos(a)cos(b)=cos(a+b)+cos(a-b)}

identificada en el manuscrito del clérigo y cartógrafo del siglo XVI Johannes Werner sobre las secciones cónicas. Ahora se reconoce como una de las fórmulas de Werner, que fue esencial para el desarrollo de la prostaféresis —algoritmo utilizado a finales del siglo XVI para aproximar la multiplicación y división de números mediante identidades trigonométricas— y, décadas más tarde, de los propios logaritmos.
Ibn Yunus describió 40 conjunciones planetarias y 30 eclipses lunares. Por ejemplo, describió con exactitud la conjunción planetaria que se produjo en el año 1000 de la siguiente manera:

Una conjunción de Venus y Mercurio en Géminis, observada en el cielo occidental: los dos planetas estaban en conjunción después de la puesta de sol en la noche [del domingo 19 de mayo de 1000]. El tiempo fue de aproximadamente ocho horas equinocciales después del mediodía del domingo... Mercurio estaba al norte de Venus y su diferencia de latitud era de un tercio de grado.
A conjunction of Venus and Mercury in Gemini, observed in the western sky: The two planets were in conjunction after sunset on the night [of Sunday 19 May 1000]. The time was approximately eight equinoctial hours after midday on Sunday... Mercury was north of Venus and their latitude difference was a third of a degree.
Ibn Yunus

El moderno conocimiento de las posiciones de los planetas confirma que su descripción y el cálculo de que la distancia era un tercio de grado es exactamente correcta. Las observaciones de Ibn Yunus de conjunciones y eclipses fueron utilizados en los cálculos sobre la aceleración secular de la luna que hicieron separadamente los astrónomos Richard Dunthorne (1711-1775) y Simon Newcomb.

### Poeta
También se cree que Ibn Yunus fue un poeta árabe, aunque esto no es seguro.[cita requerida]

### Pendulum
Algunas enciclopedias recientes y relatos populares siguen repitiendo la afirmación de que el astrónomo del siglo X Ibn Yunus había utilizado un péndulo para medir el tiempo, a pesar de que se sabe desde hace casi cien años que esa información se basa en nada más que un error cometido en 1684 por el profesor Savilian de Astronomía en Oxford y arabista Edward Bernard.